# Cebrenninus striatipes
Espèce
Synonymes
- Ascuris striatipes Simon, 1897
- Ascurisoma striatipes (Simon, 1897)

Cebrenninus striatipes est une espèce d'araignées aranéomorphes de la famille des Thomisidae.

## Distribution
Cette espèce est endémique du Sri Lanka. Elle se rencontre dans les monts Knuckles.
Pour Benjamin en 2016, la présence de cette espèce en Sierra Leone est une erreur due une mauvaise identification d'un juvénile d'une espèce du genre Geraesta.

## Description
La femelle holotype mesure 3 mm. Le mâle décrit par Benjamin en 2016 mesure 2,9 mm et la femelle 4,1 mm.

## Publication originale
- Simon, 1897 : Histoire naturelle des araignées. Paris, vol. 2, p. 1-192 (texte intégral).